# Levent Yüksel

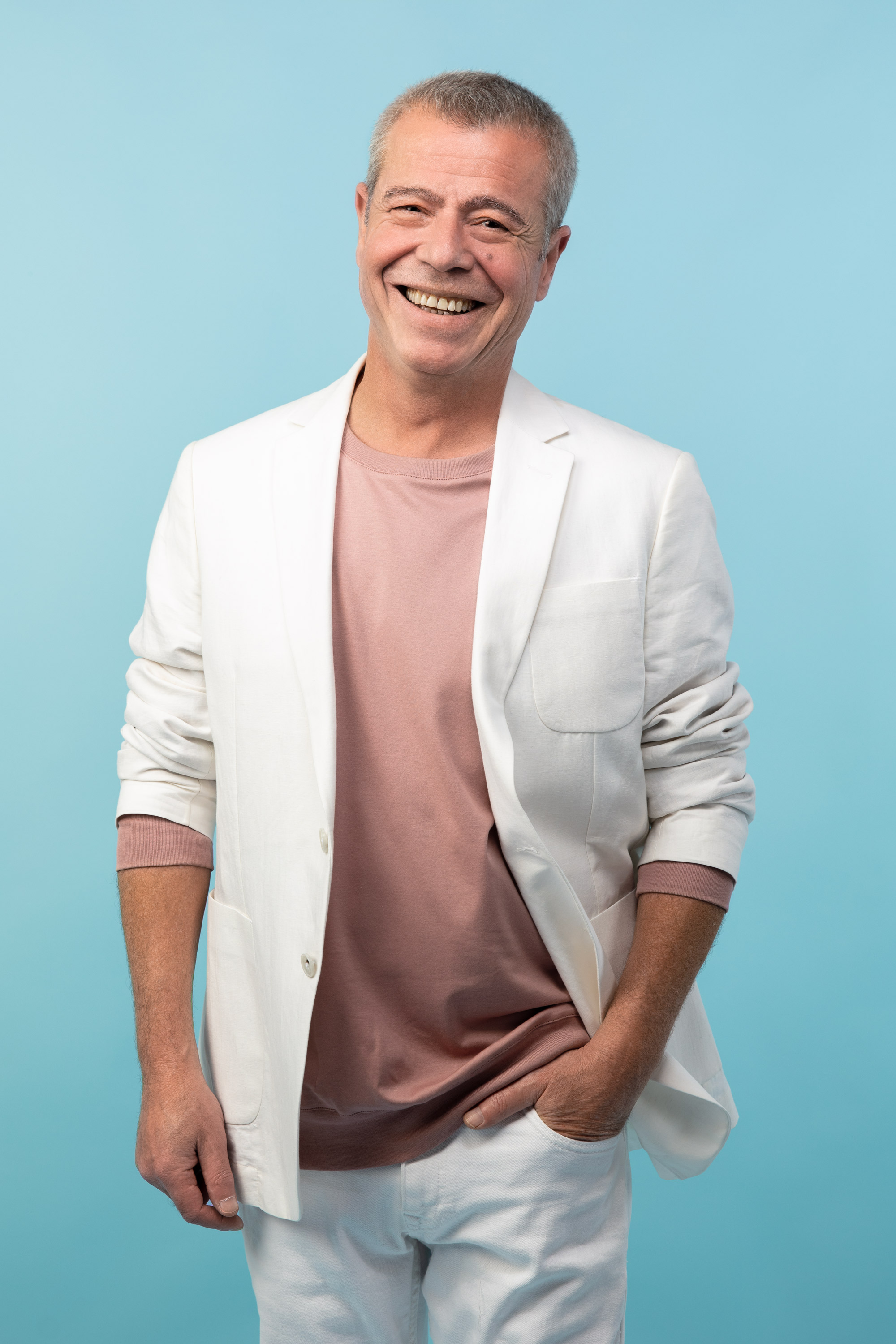
Levent Yüksel (2023)

Levent Yüksel (* 21. Oktober 1964 in Antalya) ist ein Künstler der türkischen Popmusik.

## Leben und Karriere
Yüksel besuchte die Schule bis zur Mittelstufe in seiner Geburtsstadt Antalya. Während der Mittelstufe fing er an, Gitarre zu spielen und musizierte bald für Hochzeitsgesellschaften. Um Profimusiker zu werden, schrieb er sich am Staatskonservatorium in İstanbul (İstanbul Üniversitesi Devlet Konservatuarı) ein und studierte Kontrabass.
Nach seinem Militärdienst spielte Yüksel Bassgitarre und sang innerhalb eines Tanz- und Musikorchesters. Diese Gruppe – der auch unter anderem Sertab Erener, Fatih Erkoç und Aşkın Arsunan angehörten – wurde später von Sezen Aksu entdeckt. Yüksel heiratete zweimal, ist aber wieder geschieden. Von 1990 bis 1996 war er mit Sertab Erener verheiratet.
Nach einer sechsmonatigen Produktionszeit veröffentlichte Yüksel – zusammen mit Uzay Heparı – sein erstes Album Med-Cezir (1993), das mit knapp einer Million verkaufter Kopien sehr erfolgreich wurde. Aufgrund von Schicksalsschlägen wie dem Tod Uzays und schweren Operationen setzte er zwei Jahre lang mit der Musik aus, um 1996 sein zweites Album Levent Yüksel'in 2. CD'si zu veröffentlichen. Das Album wurde von Onno Tunç mitproduziert, der zwei Tage nach der Veröffentlichung starb. Seinen Zenit erreichte Yüksel mit seiner 1997er Single Bi' Daha, deren Texte von Sezen Aksu stammten. Etwas weniger erfolgreich wurden seine folgenden Alben Adı Menekşe (1998), Aşkla (2001) und nach langer Pause Uslanmadım (2004).
In seiner bisherigen Musiklaufbahn machte er mit zahlreichen Hits wie Med Cezir, Zalim, Karaağaç, Bi Daha, Bu Aşkın Katili Sensin oder Ya Sonra auf sich aufmerksam.

## Diskografie

### Alben
- 1993: Med Cezir
- 1995: Levent Yüksel'in 2. CD'si
- 1998: Adı Menekşe
- 2000: Aşkla
- 2004: Uslanmadım
- 2006: Kadın Şarkıları
- 2012: Topyekûn
- 2017: Hayatıma Dokunan Şarkılar

### Live-Alben
- 2025: 30. Yıl Senfonik (Live)

### Singles
| - 1993: Onursuz Olmasın Aşk - 1993: Med Cezir - 1993: Kadınım - 1993: Dedikodu - 1993: Beni Bırakın - 1994: Bu Gece Son - 1994: Tuana (Original: Paco de Lucía – Palenque) - 1995: Zalim (Original: Brilliant Dadaşova – Bayatılar) - 1995: Karaağaç (Hintergrundstimme: Sezen Aksu) - 1995: Ben Senin Bildiğin Erkeklerden Değilim - 1997: Bi Daha - 1997: İmkansız Aşk - 1997: İnsanca Yaşamak (als Teil des Chors) - 1998: Hayrünnisa (Original: Faudel – Tellement N’Brick) - 1998: Keklik (mit Müzeyyen Senar) - 1998: Adı Menekşe - 2000: Sensiz Olmaz - 2000: Sultanım - 2000: Mutsuzsun - 2000: Ordumuz Etti Yemin - 2004: Bu Aşkın Katili Sensin - 2004: Sadakatsiz Aşk Olmaz - 2004: Zor Geliyor | - 2006: Ayrılmam (Original: Pitsa Papadopoulou – Mi Milas) - 2006: Ya Sonra - 2006: Haram Geceler - 2007: Selluka - 2007: Sultan Süleyman (mit Murat Uncuoğlu) - 2007: Unutulurmuş (mit Özge Fışkın) - 2008: Sir (mit Fahir Atakoğlu) - 2009: Nefes (mit Selim Demirdelen) - 2009: Oğlum (mit Selim Demirdelen) - 2009: Yalan (mit Yulduz Usmonova) - 2010: Aşk Mümkün Müdür Hala? - 2010: Bak Bir Varmış Bir Yokmuş (mit Model) - 2011: Hayat Dediğin (mit Ümit Sayın) - 2012: Kayboldum (mit Kürşat Başar; Original: Armando Manzanero – El Ciego) - 2012: Topyekün - 2013: Beş Duyu - 2013: Ben Her Bahar Aşık Olurum - 2013: İkinci Bahar (mit Seyran Orman Kurt) - 2015: Seni Yakacaklar - 2017: Yalan - 2017: Kaderimin Oyunu - 2020: Vur Yüreğim (mit Hidayet Sevinç) - 2022: Beni Bırakın (mit Ceylan Ertem) |

Quelle:

### Gastauftritte
- 1992: Aldırma Deli Gönlüm (von Sertab Erener – Hintergrundstimme)
- 1992: Suçluyum (von Sertab Erener – Hintergrundstimme)
- 1992: Unutamadım (von Sertab Erener – Hintergrundstimme)
- 1992: Oyun Bitti (von Sertab Erener – Hintergrundstimme)
- 1992: O, Ye (von Sertab Erener – Hintergrundstimme)
- 1994: Sevdam Ağlıyor (von Sertab Erener – Hintergrundstimme)
- 1994: Büyü de Gel (von Sertab Erener – Hintergrundstimme)
- 1994: Yarimsin (von Nükhet Duru – Hintergrundstimme)
- 1994: Kırık Kalpler (von Nükhet Duru – Hintergrundstimme)
- 1997: Yara (von Sertab Erener – Hintergrundstimme)
- 1998: Hasret Ayazları (von Yaşar – Hintergrundstimme)
- 2006: Yanmışım Sönmüşüm Ben (von Sezen Aksu – im Musikvideo)

### Mit Sıfır KM
- 2009: Paranoya
- 2009: Rahat Bırak
- 2009: Speed
- 2009: Meraklı
- 2009: Yas
- 2009: Zalim
- 2009: Med Cezir